# Lysice
Lysice (deutsch Lissitz) ist eine Minderstadt in Tschechien. Sie liegt sechs Kilometer südlich von Kunštát und gehört zum Okres Blansko.

## Geographie
Lysice befindet sich am östlichen Fuße der Böhmisch-Mährischen Höhe im Blanenský prolom (Blanzer Becken). Das Städtchen wird vom Bach Lysický potok durchflossen und am östlichen Rande des Naturparks Lysicko. Östlich erheben sich der Speše (368 m), Malý Chlum (488 m) und Velký Chlum (460 m), im Süden der Marek (472 m), südwestlich die Kraví hlava (566 m) und im Nordwesten die Kamínky (548 m). Östlich von Lysice liegen die Dämme der unvollendeten Reichsautobahn Wien-Breslau, dahinter verläuft die Trasse der Schnellstraße R 43/E 461.
Nachbarorte sind Drnovice im Norden, Pohodlí und Krhov im Nordosten, Perná, Obora und Huť svaté Antonie im Osten, Klemov und Bořitov im Südosten, Žerůtky und Dlouhá Lhota im Süden, Štěchov und Lačnov im Westen sowie Lhota u Lysic und Záoboří im Nordwesten.

## Geschichte
Der Fund eines jungsteinzeitlichen Bohrwerkzeuges von 30 cm Länge, 8 cm Breite und 3,5 cm Höhe belegt eine frühzeitliche Besiedlung der Gegend. Weiterhin wurden Gräber aus der Bronzezeit aufgefunden.
Die erste schriftliche Erwähnung des Ortes erfolgte im Jahre 1308 in einer Verkaufsurkunde Bernhards von Cimburg über die Mühle und 13 Huben Land in Paczendorf, in der Heralt de Lizecz als Zeuge in Erscheinung trat. Die benachbarte Burg Rychvald ist seit 1371 nachweisbar und wurde unter Kuna von Kunstadt und Lissitz angelegt. Aus dem Jahre 1390 stammt der erste Nachweis über die Kirche in Lissitz. Bis zum Jahre 1451 gehörte Lysice den Herren von Kunstadt und Lissitz. Anschließend folgten verschiedene andere Linien des Geschlechts von Kunstadt als Besitzer. 1520 erwarb Wilhelm II. von Pernstein die Herrschaft. Dessen Sohn Vojtěch von Pernstein (1490–1534) verkaufte Lysice 1529 an Jan Černčický von Kácov.
1550 begann der Umbau der alten Feste zu einer Wasserfeste im Renaissancestil. Als 1584 Burkart und Bernart Černčický die Herrschaft Lysice an Hron Březnický von Náchod auf Tulešice verkauften, umfasste der Besitz die Feste Lysice mit Hof, Brauerei, Hopfengarten, Baumgarten, Gärten, Wiesen, dem Kirchpatronat und dem Dorf Lysice, den Dörfern Voděrady, Kunčina Ves, Bedřichov, Hluboké, Touboř, Kunice, Lhotka, Štěchov, Ústup, Rozsíčka und Lačnov, dem Dorf und der Feste Žerůtky, dem Wald Prskadlo und dem wüsten Dorf Vznětín. 1627 ist eine Schule nachweislich.

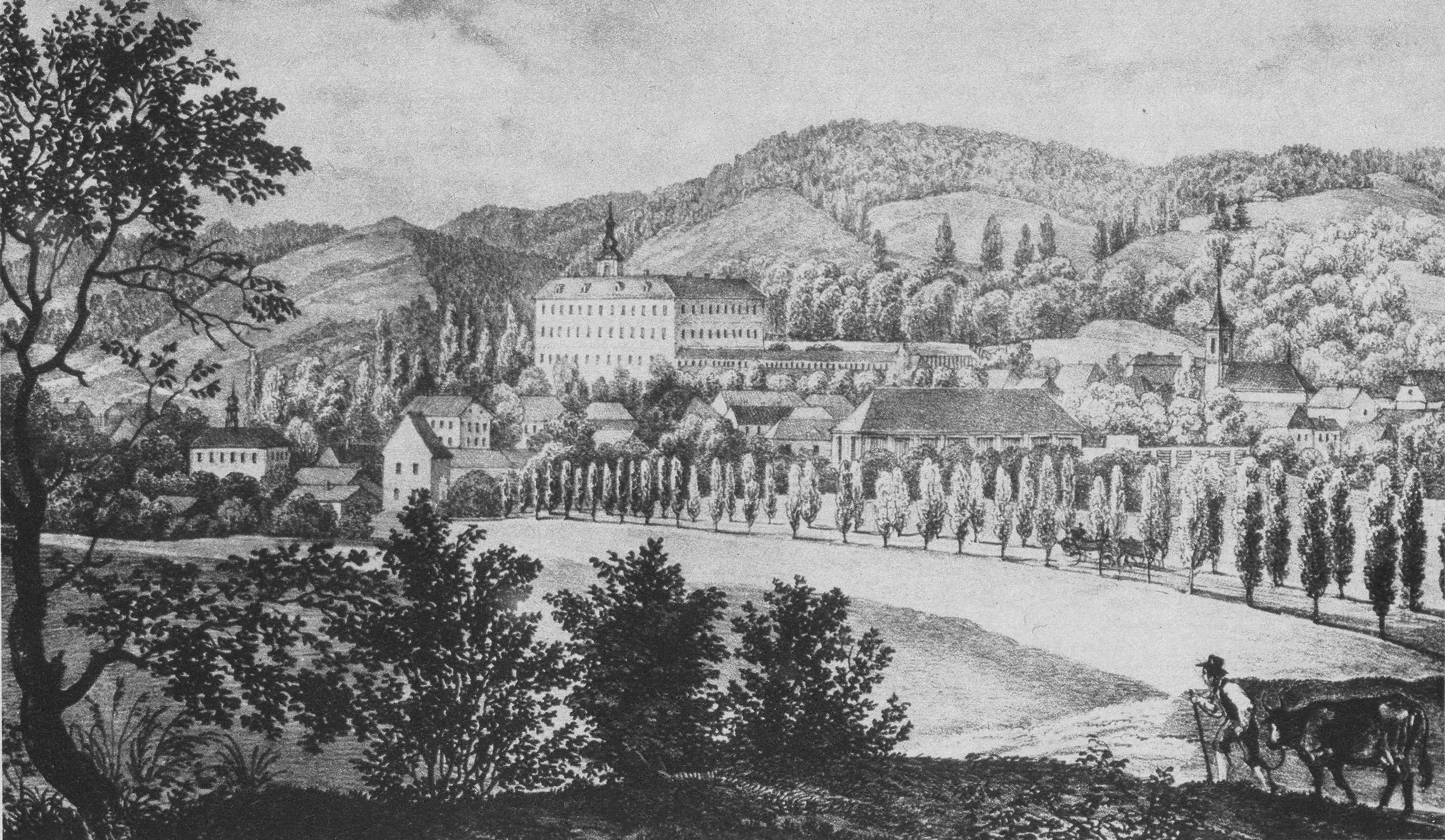
Franz Alexander Heber: Lysice, 1848

Während des Dreißigjährigen Krieges wurde der Ort verwüstet. Kaiser Ferdinand III. erhob Lysice 1652 zum Städtchen und erteilte das Privileg zur Abhaltung von vier Jahrmärkten. Im nachfolgenden Jahr erteilte Ferdinand Leopold Graf von Náchod den Metzgern, Bäckern, Müllern, Schneidern, Webern und Schustern die Genehmigung zur Gründung von Zünften. Nach dem Tod von dessen Sohn Ferdinand Leopold Březnický von Náchod 1672 gelangte Lysice 1675 an Johann Ernst Montrochier auf Oberkaunitz. Dieser reichte die Güter nach einem Jahr an Erzbischof György Szelepcsényi de Pohronc weiter. Im Jahre 1685 fiel Lysice Kaiser Leopold I. zu, er verkaufte die Herrschaft umgehend an Franz Joseph Graf Serényi. Nach den Grafen Serényi folgte zwischen 1739 und 1745 Leopold von Dietrichstein als Besitzer. Sein Nachfolger wurde Johann Georg Piatti Ritter von Drnovice. Im Jahre 1750 wurde östlich des Städtchens der Teich Perná angelegt. Die Privilegien des Städtchens wurden 1781 durch Joseph II. und 1794 nochmals durch Franz II. bestätigt. 1811 erbte Antonia Dubský von Třebomyslice, geborene Piatti von Drnovice, Lysice.

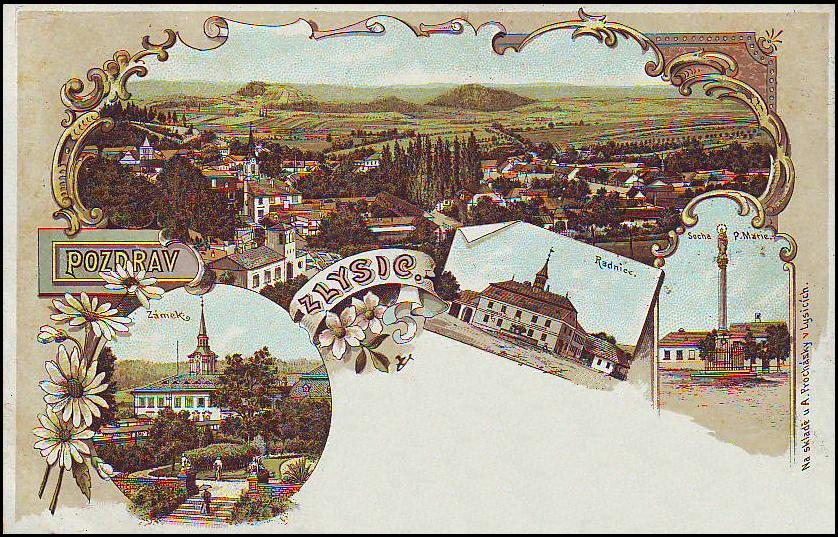
Postkarte von Lysice, 1899

Nach der Aufhebung der Patrimonialherrschaften bildete Lysice ab 1850 eine Marktgemeinde in der Bezirkshauptmannschaft Boskovice. 1872 gründete sich die Freiwillige Feuerwehr. 1919 eröffnete in Lysice ein Kino. 1945 wurde Albrecht Dubský von Třebomyslice enteignet. 1948 verlor Lysice den Status eines Městys. Nach der Auflösung des Okres Boskovice kam die Gemeinde mit Beginn des Jahres 1961 zum Okres Blansko. Am 23. Oktober 2007 wurde Lysice wieder zu einem Městys erhoben.

## Gemeindegliederung
Für den Městys Lysice sind keine Ortsteile ausgewiesen.

## Sehenswürdigkeiten
- Schloss Lysice am nordwestlichen Stadtrand, die frühere Wasserfeste wurde in der ersten Hälfte des 17. Jahrhunderts zu einem Renaissanceschloss umgebaut. 1730 erfolgte vermutlich nach Plänen von Christian Alexander Oedtl eine barocke Umgestaltung. Auf dem Schloss verweilte die Schriftstellerin Marie von Ebner-Eschenbach mehrfach.
- Kirche St. Peter und Paul, der seit 1390 nachweisliche Bau, ihre heutige Gestalt im welschen Stil erhielt sie beim Umbau von 1782 bis 1786. Der Hauptaltar der Kirche stammt aus dem Kloster Porta Coeli und war ursprünglich der Grabaltar der Königin Konstanze von Ungarn. In der Kirche werden die Insignien der Lissitzer Zünfte aus dem Jahre 1789 aufbewahrt.
- Reste der Burg Rychvald, westlich von Lysice auf einem Hügel über dem Lysický potok, die von Kuno von Kunstadt und Lissitz erbaute Burg ist seit 1371 schriftlich nachweislich. In der 1. Hälfte des 15. Jahrhunderts erlosch sie.
- Rathaus, errichtet 1768
- korinthische Mariensäule, geschaffen 1853 vom Brünner Bildhauer Edel
- Grabkapelle der Grafen Dubský von Třebomyslice auf dem Friedhof
- Statue des hl. Johannes von Nepomuk
- Oberer und Unterer Brunnen auf dem náměstí Osvobození
- Naturdenkmal Lysická obora, nordwestlich von Lysice
- Wassermühle Hrázka, östlich des Städtchens

Sehenswürdigkeiten von Lysice
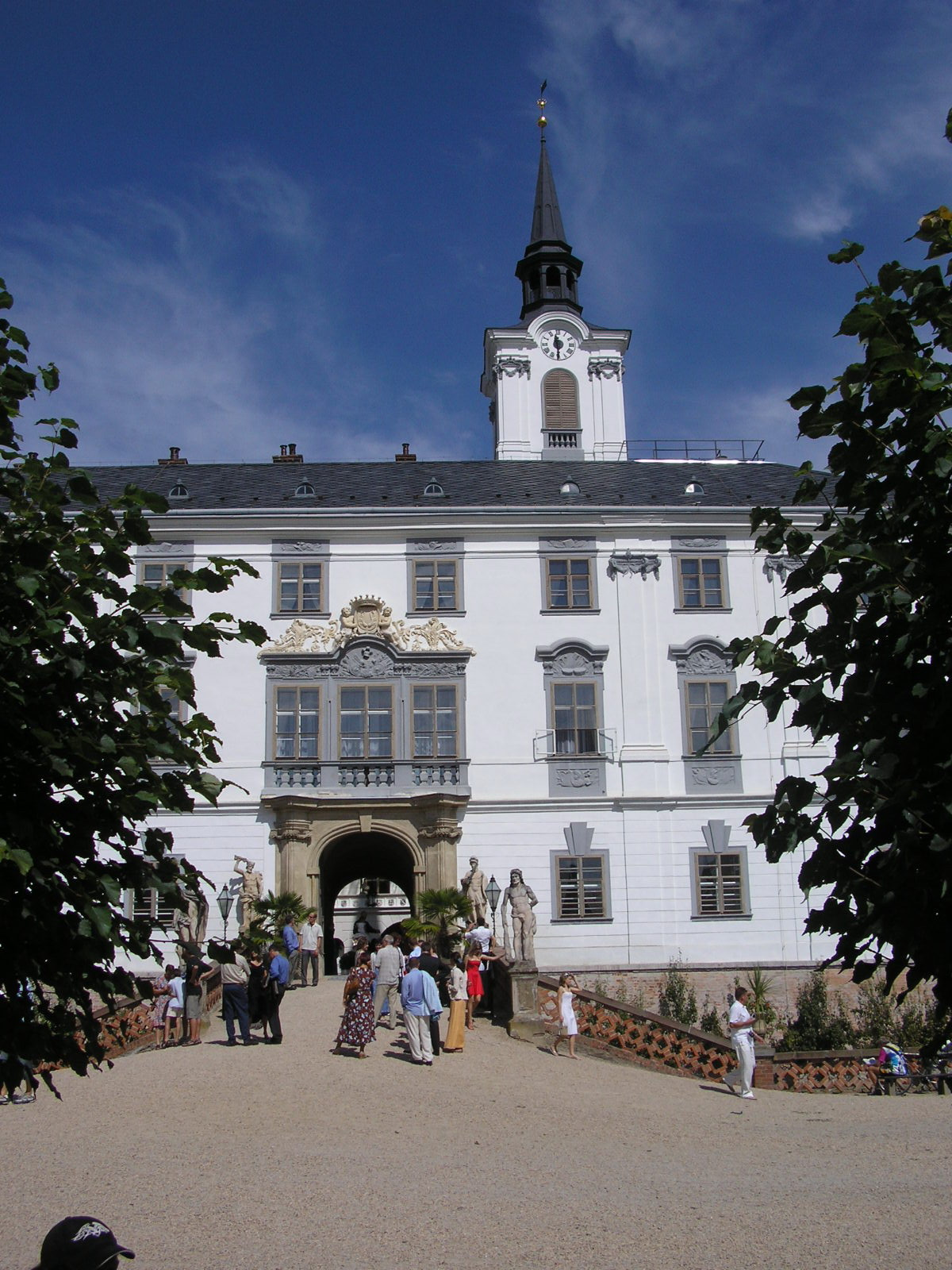
Schloss Lysice
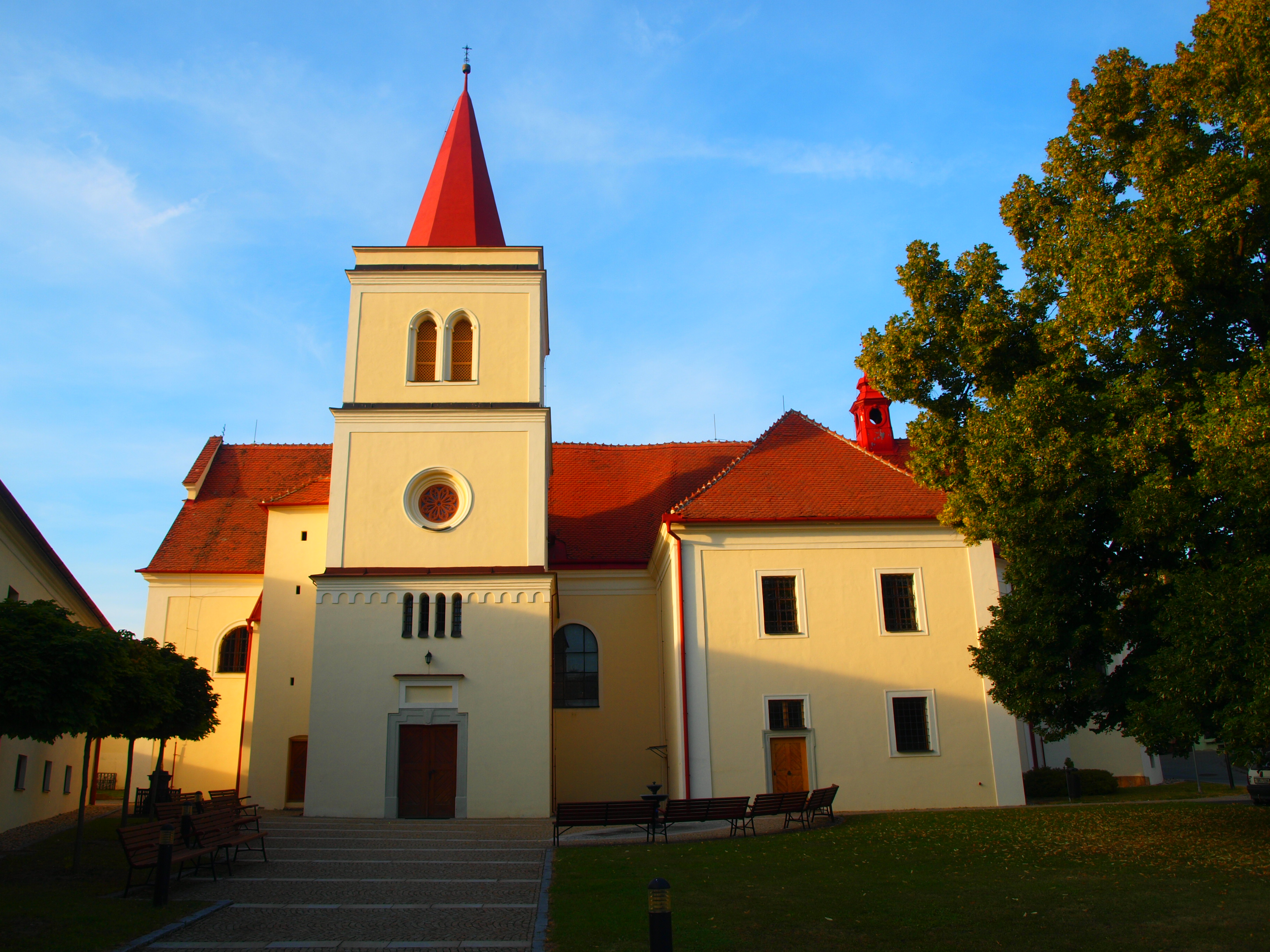
Kirche St. Peter und Paul
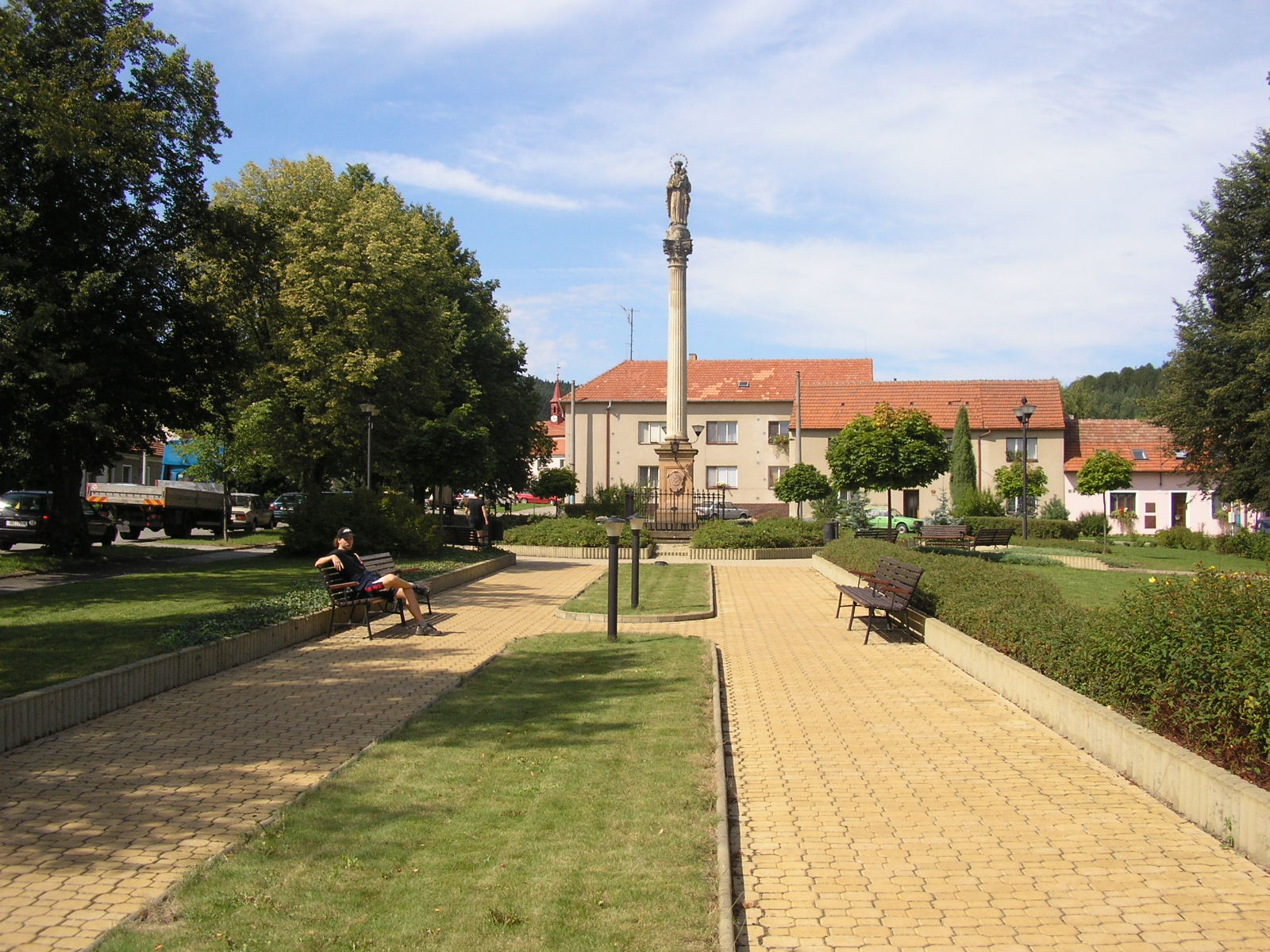
Náměstí Osvobození (Platz der Befreiung) mit Mariensäule
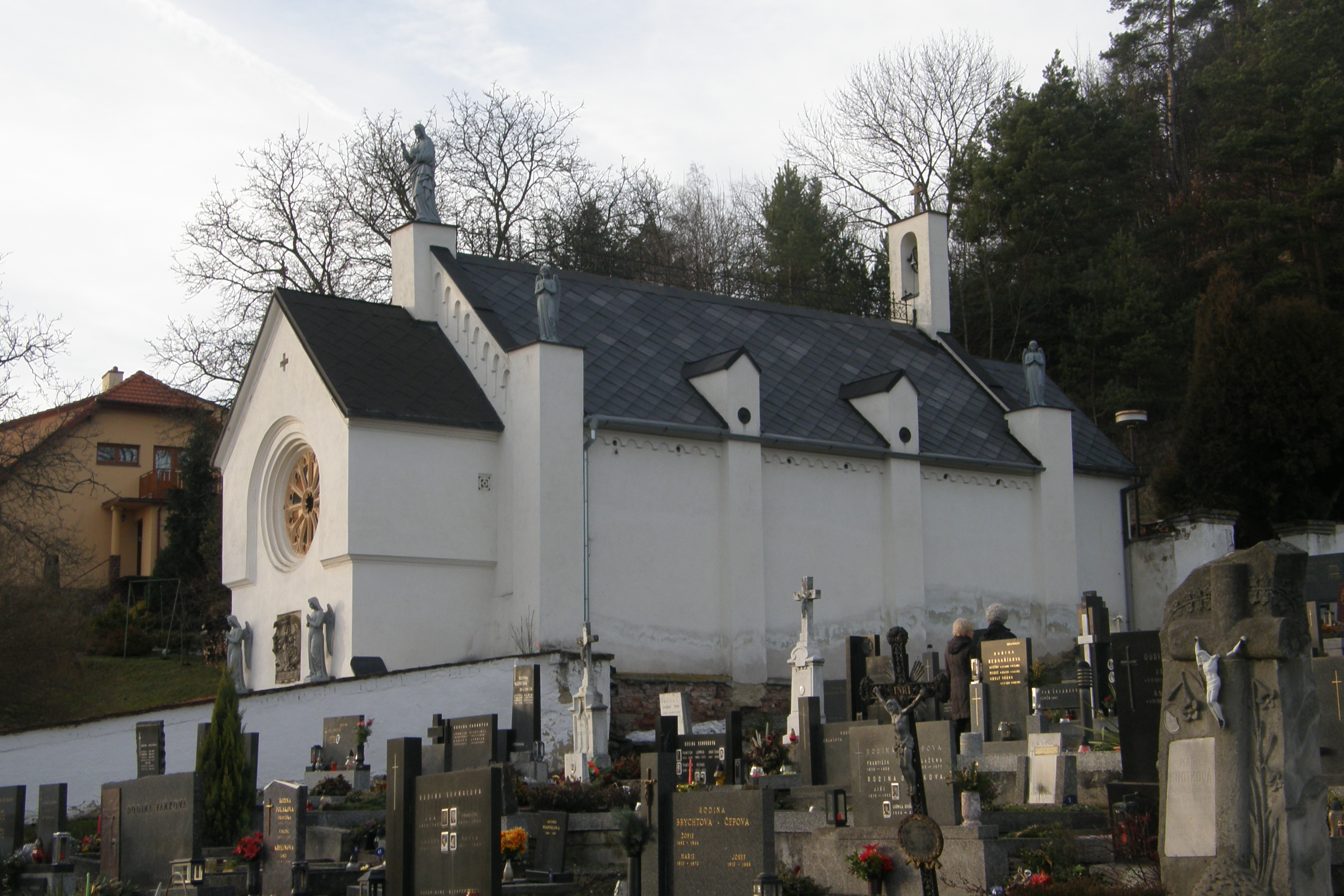
Grabkapelle auf dem Friedhof von Lysice